# George Schwob
Pour les articles homonymes, voir Schwob.
Isaac Georges Schwob, dit George Schwob, né le 6 juin 1822 à Bâle et mort le 25 août 1892 à Barbizon, est un éditeur français, fondateur du journal de Nantes Le Phare de la Loire.

## Biographie
Il est le fils de Léopold Schwob, rabbin, et de Fleurette Cahen.
Il passe son adolescence à Rouen où son père est Hazzan (ministre du culte israélite) à partir de 1829. Il est élève du collège royal en même temps que Gustave Flaubert.

### Paris
Installé dans la capitale, George fait partie des lettrés parisiens. Ami de Théodore de Banville et de Théophile Gautier, il collabore au journal Le Corsaire-Satan (paru de 1844 à 1847) aux côtés de Baudelaire, Nerval, etc. Il a peut-être collaboré avec Jules Verne pour un vaudeville jamais représenté, Abd'Allah (1849).
Il aurait été en relation avec les fouriéristes.

### Strasbourg
En 1858, il épouse Mathilde Cahun (1829-1907), issue d'une famille d'intellectuels juifs alsaciens.
En 1859, il est à Strasbourg, ville où naît son premier enfant, Maurice.

### L'Égypte
Peu après, il part avec sa famille en Égypte où il travaille jusqu’en 1867 comme secrétaire de l’Institut d’Égypte et chef de cabinet de Chérif Pacha, ministre des Affaires étrangères d'Égypte et petit-fils de Méhémet Ali, qui avait fait ses études en France. C'est la période de la construction du canal de Suez, sous les règnes de Saïd Pacha (1854-1863) et d'Ismaïl Pacha (1863-1879). Une fille, Marguerite, naît en 1863 à Alexandrie.
La famille Schwob rentre en France peu avant la naissance du deuxième fils, Marcel, à Chaville.

### Tours
Les Schwob sont à Tours au moment où le gouvernement de défense nationale s'y établit en 1870. Ils y vivent quelques années ; George Schwob est directeur du journal Le Républicain d'Indre-et-Loire, qu'il crée en 1870 avec l'historien Armand Rivière et Alexis Baudrot. Les trois hommes sont élus conseillers municipaux en 1874 ; George Schwob s'occupe des écoles, du tramway et est rapporteur du budget.

### Nantes etLe Phare de la Loire
En 1876, George Schwob rachète à Evariste Mangin le journal républicain nantais Le Phare de la Loire. La famille s'installe à Nantes. Les locaux du Phare se trouvent alors dans un immeuble récent situé rue Scribe, le domicile familial cours Cambronne.
George Schwob prend la direction du journal le 30 juin 1876 et écrit son article de présentation le 2 juillet. Il démissionne de ses fonctions municipales à Tours le 24 juillet, ainsi qu'Alexis Baudrot, qui devient administrateur du Phare. Armand Rivière, qui avait auparavant écrit des articles dans le journal, reste à Tours, mais contribuera par une chronique hebdomadaire qu'il signe Jacques Deschamps. Il devient maire de Tours en 1879 et est élu député d'Indre-et-Loire (1879-1889)
Peu après, le journal légitimiste L'Espérance du peuple, en plus de mettre en valeur sa judéité, fait courir le bruit de relations que George Schwob aurait entretenues en Égypte avec un aventurier, François Bravay, mais sans suites.
En 1879, George Schwob crée une version bon marché Le Petit Phare (5 centimes au lieu de 20) afin d'atteindre un public plus populaire. C'est l'époque où les journaux commencent à être vendus à la criée, plus que sur abonnement ; à Nantes, un journal populaire est apparu en 1874, Le Populaire de François Salières. En 1890, George Schwob crée un hebdomadaire destiné au public rural de l'Ouest, Le Gars breton qui deviendra La Semaine en 1912.
Sur le plan politique, il abandonne l'option ouvertement pacifiste d'Evariste Mangin et donne au Phare une tournure patriote. En 1879, le sous-titre devient : Journal de défense des intérêts français. Avec Léon Cahun comme rédacteur de politique étrangère, Le Phare soutient la politique colonialiste de Jules Ferry et est pendant quelques mois nettement boulangiste ; cependant, Léon Cahun se ravise et dénonce la démagogie de Boulanger ainsi que son inaptitude à prendre le pouvoir, anticipation qui se révèle rapidement exacte.
De 1889 à 1892, George Schwob est au centre d'un comité républicain destiné à abattre la municipalité royaliste d'Ernest Guibourd de Luzinais, victorieux en 1888.
La victoire des républicains aux élections de 1892 est le dernier épisode important de sa vie, qui s'achève peu après lors d'un séjour à Barbizon à l'été 1892. Il est inhumé à Nantes, dans la « partie israëlite » du cimetière Miséricorde, le 26 août.

## Famille
George Schwob et Mathilde Cahun ont eu trois enfants :
- Maurice, né en 1859 à Strasbourg ;
- Marguerite[14] (Maguy), née en 1863 à Alexandrie ;
- Marcel, né en 1867 à Chaville.